# Medaille „Für Verdienste im Kampf“

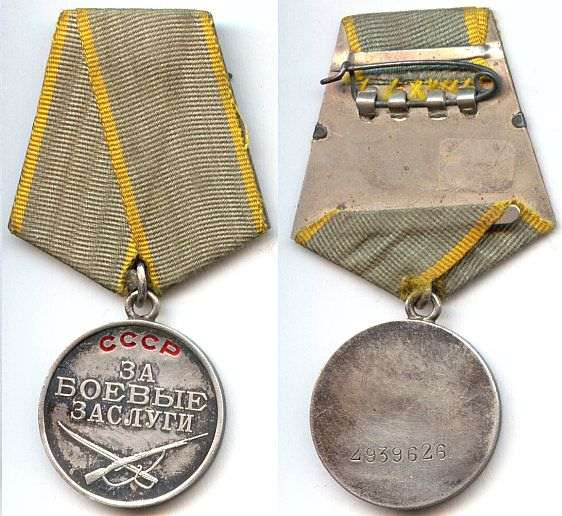
Avers und Revers der Medaille in der Ausführung ab 1943. Auf der Rückseite ist die Verleihungsnummer 2939626 erkennbar, welche bis 1945 eingeschlagen wurde. Die Verleihungszahl lässt den Schluss zu, dass sie zwischen 1942 und 1944 verliehen wurde.

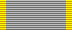
Interimspange

Die Medaille „Für Verdienste im Kampf“ (russisch Медаль «За боевые заслуги») war eine militärische Auszeichnung der ehemaligen Sowjetunion, welche am 17. Oktober 1938 vom Präsidium des Obersten Sowjets in einer Stufe gestiftet wurde.

## Verleihungsbedingungen
Die Medaille konnte verliehen werden an alle Angehörigen der Roten Armee, der Seekriegsflotte, der Grenztruppen, der Inneren Truppen sowie an andere Bürger der UdSSR. Ferner auch an Personen verbundener Bruderstaaten. Die Verleihung selbst erfolgte für geschicktes, initiativreiches und kühnes Handeln im Kampf, welches bei der erfolgreichen Erfüllung der gestellten Gefechtsaufgabe vom Beliehenen gezeigt wurde. Ferner erfolgte die Verleihung auch für tapferes Verhalten beim Schutz der Staatsgrenzen der UdSSR, für ausgezeichnete Ergebnisse in der politischen und Gefechtsausbildung sowie für die Einführung neuer Kampftechniken und letztlich für die Gewährleistung einer hohen Gefechtsbereitschaft der Truppenteile und Einheiten. Sie konnte auch für sonstige hohe Verdienste während des Wehrdienstes verliehen werden.

## Aussehen und Trageweise
Die Medaille besteht aus Silber, hat einen Durchmesser von 31 mm und zeigt auf ihrem Avers über diagonal gekreuztem Säbel und Mosin-Nagant-Gewehr die dreizeilige Inschrift: За / боевые / Заслуги (Für Verdienste im Kampf). Darüber ist vertieft und rot emailliert das Landeskürzel СССР (UdSSR) zu lesen. Das Revers der Medaille war leer und zeigte in der Ausführung bis 1945 am unteren Medaillenrand eine eingeschlagene Verleihungsnummer, welche in der Folge wegfiel. Getragen wurde die Medaille an der linken oberen Brustseite des Beliehenen von 1938 bis 1943 an einer rechteckigen silbernen Spange mit rotem Band. 1943 fiel diese weg und wurde durch eine pentagonale Spange mit hellgrauem Band und einem gelben Saum von 2 mm Breite ersetzt. Die Interimspange ist dabei von gleicher Beschaffenheit.

## Verleihungszahlen
Im Zuge des Japanisch-Sowjetischen Grenzkonfliktes wurde die Medaille im August 1938 an mehr als 1000 Angehörige der Roten Armee verliehen, die im Raum des Chassansees eingesetzt waren. Bei den folgenden Kämpfen am Chalchin Gol im August 1939 wurden erneut 3000 Soldaten der Armee mit der Medaille ausgezeichnet. Im Großen Vaterländischen Krieg wurde sie dann etwa 3.320.000 mal verliehen. Bis Ende 1986 stieg die Verleihungszahl dann auf etwa 5 Millionen Mal.